# Споразум о трговини наоружањем
Споразум о трговини наоружањем је мултилатерални споразум који регулише међународну размену конвенционалног наоружања.
На снагу је ступио 24. децембра 2014. године. Овај уговор је ратификован од стране 101 државе, а 34 њих га је потписало, али без ратификације.
Споразум представља покушај регулисања интернационалне размене конвенционалног наоружања који би требало да допринесе међународном и регионалном миру, смањењу људске патње, промовисању сарадње, транспарентности и одговорном понашању држава.
Преговори овог споразума су се обавили у Њујорку на глобалној конференцији под покровитељством Уједињених нација одржаних од 2. до 27. јула 2012. године. Како није дошло до слагања око садржаја самог споразума тада, заказано је ново заседање конференције од 18. до 28. марта 2013. године. Споразум је усвојен 2. априла 2013. године од стране Генералне скупштине УН.
Претпоставља се да интернационална размена наоружања годишње достигне профит од чак 70 милијарди долара.

## Порекло
Корени од онога што је данас познато као Споразум о трговини наоружањем се могу пронаћи у касним 1980. Годинама, када су актери цивилног друштва и Нобеловци награде за мир лауреати изразили забринутост због нерегулисане природе глобалне трговине оружјем и њен утицај на људску безбедност.
Споразум чини део ширег глобалног напора који је започет 1997. године од стране председника Косте Рике и 1987. Нобеловца награде за мир Оскара Ариаса. Исте године, Ариас је предводио групу Нобелове награде за мир на састанку у Њујорку када је понудио свету правила понашања за трговину оружјем.
Ова група укључује Ели Визел, Бети Виллиамс, Далај Лама, Хосе Рамос-Хорта, представнике међународних лекара за спречавање нуклеарног рата, Амнести Интернешонал и службе Одбора америчких пријатеља. Првобитна идеја је била да се утврде етички стандарди за трговину оружјем које би на крају биле усвојене од стране међународне заједнице. Током наредних 16 година, Ариас Фондација за мир и људски напредак је одиграо кључну улогу у постизању сагласности уговора .
Године 2001, процес је настављен усвајањем програма неправно обавезујуће акције на Конференцији Уједињених нација о незаконитој трговини малокалибарског оружја. Овај програм је формално под називом "Програм акције за спречавање, борбу против и заустављања нелегалне трговине малокалибарским и лаким наоружањем у свим његовим аспектима" (ПоА)
Касније 2003. године од стране групе Нобеловаца мира лауреати, споразум се први пут спомиње у УН у децембру 2006. године, када је Генерална скупштина усвојила резолуцију 61/89 "Ка трговини Споразума са оружјем: успостављање заједничке међународне стандарде за увоз, извоз и трансфер конвенционалног оружја ".
Споразум о трговини наоружањем као и ПоА, је заснована на претпоставци да илегална трговина лаког наоружања представља велики и озбиљан проблем који захтева глобалну акцију преко УН. Према добро сматраним Роутлеџ студијима о миру и решавању конфликата публикације из 2012. "релативни значај диверзије или злоупотребе званично овлашћених трансфера, у поређењу са међународним потпуно илегалне црно тржиште трговине је потпуно потврђена." Аутори то даље елабурирају, "за већину држава у развоју или крхке државе, комбинација слабе домаће регулативе овлашћеног поседовања ватреног оружја заједно са крађом, губитком или корумпираном продајом из званичних газдинстава има тенденцију да буде већи извор забринутости оружја од незаконите трговине преко граница.

## Развој

### Резолуција УН 61/89
Дана 18. децембра 2006. године, британски амбасадор за мултилатералну контролу наоружања и разоружања Џон Данкан формално је приказао резолуцију 61/89, што је захтевало да генерални секретар УН-а потражи мишљење чланица УН о изводљивости, обиму и нацрту параметара за "свеобухватан правно обавезујући инструмент успостављања заједничких међународних стандарда за увоз, извоз и пренос конвенционалног оружја ", и поднесе извештај о предмету у Генералној скупштини. 94 држава је доставило своје ставове, који су садржани у извештају А / 62/278 из 2007. Данкан је говорио у име коаутора (Аргентина, Аустралија, Костарика, Финска, Француска, Јапан, и Кенија). У име Европске уније, Финска је истакла подршку за труд, говорећи: "сваки дан, свуда, људи су погођени споредним ефектима неодговорне размене оружја ... С обзиром да тренутно не постоји свеобухватни међународно обавезујући инструмент на располагању за пружање договореног оквира за ову активност, ЕУ поздравља све већу подршку, у свим деловима света, за АТТ. 94 Државе доставиле своје ставове, који су садржани у 2007 извештај А / 62/278.
У децембру 2006. године, 153 држава чланица је гласало за резолуцију. Двадесет четири земље остале су уздржане: Бахреин, Белорусија, Кина, Египат, Индија, Иран, Ирак, Израел, Кувајт, Лаос, Либија, Маршалска острва, Непал, Оман, Пакистан, Катар, Русија, Саудијска Арабија, Судан, Сирија, УАЕ, Венецуела, Јемен и Зимбабве. Сједињене Државе су гласали против резолуције.
Одговарајући на процедуралне проблеме који нису решени пре коначног нацрта резолуције, Велика Британија је рекла да је циљ иницијативе да почне расправу о изводљивости и нацртима параметара споразума трговине наоружањем, као и да ће агностичке државе имати јасну прилику да се укључе у процес. Након гласања, Алжир показује да напор мора да добије подршку од држава и бити заснован на принципима Повеље УН.

#### Група експерта Владе
Резолуција 61/89 је такође од генералног секретара затражило да оснује групу владиних експерата, који би на основу правичне географске дистрибуције, испитали изводљивости, обим и нацрте параметара за таквог правног инструмента, а да групе стручњака Генералној скупштини преноси извештај на разматрање у својој шездесет трећој седници. Дана 28. септембра 2007. године, генерални секретар именовао је групу владиних експерата из следећих 28 земаља: Алжир, Аргентина, Аустралија, Бразил, Кина, Колумбија, Костарика, Куба, Египат, Финска, Француска, Немачка, Индија, Индонезија, Италија, Јапан, Кенија, Мексико, Нигерија, Пакистан, Румунија, Русија, Јужна Африка, Шпанија, Швајцарска, Украјина, Велика Британија и САД. Група се састала три пута у 2008. години, а објавила коначни извештај о овом питању.

### Припремни одбор и конференција
Главни чланак: Preparatory Committee for an Arms Trade Treaty

Године 2009, Оскар Ариас, а затим у свом другом мандату председника Костарике, увео је Уговор у Уједињене нације, говорећи: 
Данас се враћам, као васкрсли Ван Винкле модерног доба, да видим да се све променило осим овога. Мир и даље да буде корак даље. Нуклеарна и конвенционална оружја још увек постоје упркос обећањима. Од нас зависи да осигурамо да се у следећих двадесет година не пробуде исте страхоте од којих патимо данас. Ја нисам незналица за чињеницу да су највећи дилери оружја у свету овде представљени. Али данас не разговарам са произвођачима оружја, већ са лидерима човечанства, који имају одговорност да доносе принципе испред профита, и омогуће обећање будућности у којој ћемо на крају моћи мирно да спавамо.
Исте године, једна отворена Радна група отворена за све државе-одржала је два састанка о Уговору са трговинским рукама. Планирано је укупно шест сесија ове групе. Међутим, крајем 2009. године, Генерална скупштина Уједињених нација одлучила је резолуцијом А / РЕС / 64/48 да сазове конференцију о Споразуму о трговини оружјем у 2012. години "да разраде правно обавезујући инструмент на највишим могућим заједничким међународним стандардима за трансфер конвенционалног оружја ". Одлука је под утицајем промена у положају САД (највећег произвођача оружј а и једина земља која је гласала против резолуције 61/89), која је последица на промене у руководству од Џорџа Буша ка Бараку Обами, под условом да су " Под владавином консензуса одлучивања које би осигурало да у свим земљама буде одржан стандард који ће заиста побољшати глобалну ситуацију.

### Усвајање споразума
Генерална скупштина УН-а усвојила је споразум 2. априла 2013. Северна Кореја, Иран и Сирија су гласали у опозицији. Кина и Русија, међу светских лидера у извозу оружја, били су међу 23 земаља које су уздржани. Куба, Индија, Индонезија, Мјанмар, Никарагва, Саудијска Арабија и Судан и уздржано. Јерменија, Доминиканска Република, Венецуела и Вијетнам нису гласали.
Споразум је отворен за формално потписивање од стране свих држава у Њујорку 3. јуна 2013. године Он је ступио на снагу 24. децембра 2014. године, 90 дана након датума 50. ратификације.

### Критика
Противљење АТТ-у може се поделити на државну опозицију и опозицију цивилног друштва. Преко тридесет држава се успротивило разним деловима АТТ-а током преговора, од којих је већина изразила забринутост због импликација за национални суверенитет. Са становишта цивилног друштва, групе које се брину о националном суверенитету или индивидуалним правима на оружану одбрану биле су негативне на АТТ. Иако се суштински противе АТТ-у, ове групе су веома осетљиве на осигурање да АТТ не угрожава националну уставну заштиту и индивидуална права. Најгласније и најорганизованије групе цивилног друштва које се супротстављају аспектима АТТ-а потичу из Сједињених Држава. Ове групе укључују Национално удружење за пушке( National Rifle Association (NRA)), Националну фондацију стрељачких спортова (National Shooting Sports Foundation), Другу фондацију за амандмане(Second Amendment Foundation) и Фондацију Херитаге (The Heritage Foundation ). НРА и власници оружја Америке(Gun Owners of America) кажу да је споразум покушај да се заобиђе Други амандман и сличне гаранције у уставима држава како би се наметнули домаћи прописи о оружју.

Један од највећих извора грађанског противљења АТТ-у дошао је из Института за законодавну акцију (ИЛА), који је лобистичко тело НРА. У јулу 2012. године, ИЛА је изјавио:
Заговорници споразума против оружја настављају да обмањују јавност, тврдећи да споразум не би имао утицаја на америчке власнике оружја. Ово је далеко од истине. На пример, најновији нацрт уговора укључује контроле извоза / увоза које би захтевале од званичника у земљи увозници да прикупљају информације о "крајњем кориснику" ватреног оружја, чувају информације 20 година, и дају информације земљи из које је пиштољ извезен. Другим речима, ако сте купили Берета Шотган, ви бисте били "крајњи корисник" и америчка влада би морала да води евиденцију о вама и обавести италијанску владу о Вашој куповини. То је регистрација оружја. Ако САД одбије да примени ову збирку података о америчким власницима оружја који поштују закон, можда ће се од других држава тражити да забране извоз ватреног оружја у САД. 
Сједињене Државе су 12. јула 2012. издале саопштење у којем осуђују избор Ирана да буде потпредседник конференције. У саопштењу се тај потез назива "нечувен" и напомиње да је Иран под санкцијама Савета безбедности УН-а за ширење оружја.

### Заступљени садржаји
Међународне невладине организације и организације за људска права, укључујући Амнести Интернатионал (Amnesty International), Окфам (Oxfam), Ариас Фондацију за мир и људски напредак (Arias Foundation for Peace and Human Progress), Саферворлд (Saferworld) и Међународну акциону мрежу о малом оружју ( International Action Network on Small Arms), које воде кампању контроле оружја, развиле су анализу о томе како би ефикасан АТТ изгледао.
То би осигурало да ниједан пренос није дозвољен ако постоји значајан ризик да ће се:
- користити за озбиљна кршења међународних људских права или хуманитарног права, или дела геноцида или злочина против човечности;
- олакшати терористичке нападе, образац родно заснованог насиља, насилног криминала или организованог криминала;
- кршити обавезе Повеље УН-а, укључујући забрану УН-а на оружје;
- бити преусмерени од наведеног примаоца;
- негативно утицати на регионалну безбедност; или
- озбиљно нарушити смањење сиромаштва или друштвено-економски развој.

Празнине би биле минимизиране. То би укључивало да:
- свако оружје - укључујући војно, сигурносно и полицијско оружје, припадајућу опрему и муницију, компоненте, стручност и опрему за производњу;
- све врсте трансфера - укључујући увоз, извоз, поновни извоз, привремени трансфер и претовар, у државној санкцији и трговинској трговини, плус трансфери технологије, зајмови, поклони и помоћ; и
- све трансакције - укључујући трансакције дилера и брокера, и оне које пружају техничку помоћ, обуку, транспорт, складиштење, финансије и сигурност.

На интернет страници Амнести Интернешенела у " рупе у закону" спадају сачмарице које се продају за лов на јелене, а које су практично исте као и војне / полицијске пушке и пушке које се продају за стрељаштво на дуге стазе које су практично исте као и војне / полицијске снајперске пушке. Амнести Интернешенел се залаже да цивилне пушке морају бити укључене у било коју функционалну контролу трговине оружјем; у супротном, владе би могле одобрити извоз / увоз спортског оружја практично исто као и војно / полицијско оружје у функцији.
Она мора бити изводљива и примењива. То мора да: 
- обезбеди смернице за пуну и јасну имплементацију уговора;
- осигурава транспарентност - укључујући пуне годишње извештаје о националном трансферу оружја;
- има ефикасан механизам за праћење усклађености;
- осигура одговорност - са одредбама за пресуђивање, решавање спорова и санкција;
- укључује свеобухватни оквир за међународну сарадњу и помоћ.

Невладине организације такође заговарају да АТТ мора ојачати постојеће одговорности за помоћ преживелима оружаног насиља, као и идентификовати нове путеве за решавање патњи и траума.

## Земље потписнице
| Држава                     | Датум потписа       | Датум ратификације  | Ступање на снагу    |
| -------------------------- | ------------------- | ------------------- | ------------------- |
| Албанија                   | 3. јун 2013.        | 19. март 2014.      | 24. децембар 2014.  |
| Антигва и Барбуда          | 3. јун 2013.        | 12. август 2013.    | 12. август 2013.    |
| Аргентина                  | 3. јун 2013.        | 25. септембар 2014. | 24. децембар 2014.  |
| Аустралија                 | 3. јун 2013.        | 3. јун 2014.        | 24. децембар 2014.  |
| Аустрија                   | 3. јун 2013.        | 3. јун 2014.        | 3. јун 2014.        |
| Бахаме                     | 3. јун 2013.        | 25. септембар 2014. | 25. септембар 2014. |
| Барбадос                   | 25. септембар 2013. | 20. мај 2015.       | 18. август 2015.    |
| Белгија                    | 3. јун 2013.        | 3. јун 2014         | 24. децембар 2014.  |
| Белизе                     | 3. јун 2013.        | 19. март 2015.      | 17. јун 2015.       |
| Бенин                      | 3. јун 2013.        | 7. новембар 2016.   | 5. фебруар 2017.    |
| Босна и Херцеговина        | 25. септембар 2013. | 25. септембар 2014  | 24. децембар 2014.  |
| Бразил                     | 3. јун 2013.        | 14. август 2018.    | 12. новембар 2018.  |
| Бугарска                   | 2. јул 2013         | 2. април 2014.      | 24. децембар 2014   |
| Буркина Фасо               | 3. јун 2013.        | 3. јун 2014.        | 24. децембар 2014   |
| Кабо Верде                 | 25. септембар 2013. | 23. септембар 2016. | 22. децембар 2016.  |
| Камерун                    | 3. јун 2013.        | 18. јун 2018.       | 16. септембар 2018. |
| Централноафричка република |                     | 7. октобар 2015.    | 5. јануар 2016.     |
| Чад                        | 25. септембар 2013. | 25. март 2015.      | 23. јун 2015.       |
| Чиле                       | 3. јун 2013.        | 18. мај 2018.       | 16. август 2018.    |
| Хрватска                   | 3. јун 2013.        | 2. април 2014.      | 24. децембар 2014   |
| Кипар                      | 3. јун 2013.        | 10. мај 2016.       | 8. август 2016.     |
| Чешка република            | 3. јун 2013.        | 25. септембар 2014. | 24. децембар 2014   |
| Данска                     | 3. јун 2013.        | 2. април 2014.      | 2. април 2014.      |
| Доминика                   | 1. октобар 2013.    | 21. мај 2015.       | 19. август 2015.    |
| Доминиканска република     | 3. јун 2013.        | 11. август 2014.    | 24. децембар 2014   |
| Ел Салвадор                | 5. јун 2013         | 2. април 2014.      | 24. децембар 2014   |
| Естонија                   | 3. јун 2013.        | 2. април 2014.      | 2. април 2014.      |
| Финска                     | 3. јун 2013.        | 2. април 2014.      | 2. април 2014.      |
| Француска                  | 3. јун 2013.        | 2. април 2014.      | 24. децембар 2014   |
| Грузија                    | 25. септембар 2014. | 23. мај 2016.       | 21. август 2016.    |
| Немачка                    | 3. јун 2013.        | 2. април 2014.      | 2. април 2014.      |
| Гана                       | 24. септембар 2013. | 22. децембар 2015.  | 21. март 2016.      |
| Гренада                    | 3. јун 2013.        | 21. октобар 2013.   | 24. децембар 2014   |
| Гватемала                  | 24. јун 2013        | 12. јул 2016.       | 10. октобар 2016.   |
| Гвинеја                    | 29. јул 2013.       | 21. октобар 2014.   | 24. децембар 2014   |
| Гвинеја Бисау              | 26. септембар 2013. | 22. октобар 2018.   | 20. јануар 2019.    |
| Гвајана                    | 3. јун 2013.        | 4. јул 2013.        | 24. децембар 2014   |
| Хаити                      | 21. март 2014.      | 11. јун 2018.       | 8. април 2019.      |
| Хондурас                   | 25. септембар 2013. | 22. март 2017.      | 20. јун 2017.       |
| Мађарска                   | 3. јун 2013.        | 2. април 2014.      | 2. април 2014.      |
| Исланд                     | 3. јун 2013.        | 2. јул 2013.        | 2. јул 2013.        |
| Ирска                      | 3. јун 2013.        | 2. април 2014.      | 24. децембар 2014   |
| Италија                    | 3. јун 2013.        | 2. април 2014.      | 24. децембар 2014   |
| Јамаика                    | 3. јун 2013.        | 3. јун 2014.        | 24. децембар 2014   |
| Јапан                      | 3. јун 2013.        | 9. мај 2014.        | 24. децембар 2014   |
| Казахстан                  |                     | 8. децембар 2017.   | 8. март 2018.       |
| Латвија                    | 3. јун 2013.        | 2. април 2014.      | 2. април 2014.      |
| Лесото                     | 25. септембар 2013. | 25. јануар 2016.    | 24. април 2016.     |
| Либерија                   | 4. јун 2013.        | 21. април 2015.     | 20. јул 2015.       |
| Лихтенштајн                | 3. јун 2013.        | 16. децембар 2014.  | 24. децембар 2014   |
| Литванија                  | 3. јун 2013.        | 18. децембар 2014.  | 24. децембар 2014   |
| Луксембург                 | 3. јун 2013.        | 3. јун 2014.        | 24. децембар 2014   |
| Македонија                 | 25. септембар 2013. | 7. март 2014.       | 24. децембар 2014   |
| Мадагаскар                 | 25. септембар 2013. | 22. септембар 2016. | 21. децембар 2016.  |
| Мали                       | 3. јун 2013.        | 3. децембар 2013.   | 3. децембар 2013.   |
| Малта                      | 3. јун 2013.        | 2. април 2014.      | 24. децембар 2014   |
| Мауританија                | 3. јун 2013.        | 28. септембар 2015. | 27. децембар 2015.  |
| Маурицијус                 |                     | 23. јул 2015.       | 21. октобар 2015.   |
| Молдавија                  | 10. септембар 2013. | 28. септембар 2015  | 27. децембар 2015   |
| Мексико                    | 3. јун 2013.        | 25. септембар 2015. | 27. децембар 2015.  |
| Монако                     |                     | 30. јун 2016.       | 28. септембар 2016. |
| Црна Гора                  | 3. јун 2013.        | 18. август 2014.    | 24. децембар 2014   |
| Мозамбик                   | 3. јун 2013.        | 14. децембар 2014.  | 14. децембар 2014.  |
| Холандија                  | 3. јун 2013.        | 18. децембар 2014.  | 24. децембар 2014   |
| Нови Зеланд                | 3. јун 2013.        | 3. септембар 2014.  | 3. септембар 2014.  |
| Нигер                      | 24. март 2014.      | 27. јул 2015.       | 25. октобар 2015.   |
| Нигерија                   | 12. август 2013.    | 12. август 2013.    | 24. децембар 2014   |
| Норвешка                   | 3. јун 2013.        | 12. фебруар 2014.   | 12. фебруар 2014'   |
| Палау                      | 3. јун 2013.        |                     | 8. април 2019.      |
| Панама                     | 3. јун 2013.        | 11. фебруар 2014.   | 24. децембар 2014   |
| Парагвај                   | 19. јун 2013.       | 9. април 2015.      | 8. јул 2015.        |
| Перу                       | 25. септембар 2013. | 16. фебруар 2016.   | 16. мај 2016.       |
| Пољска                     | 1. јул 2013         | 17. децембар 2014.  | 24. децембар 2014   |
| Португалија                | 3. јун 2013.        | 25. септембар 2014. | 24. децембар 2014   |
| Румунија                   | 3. јун 2013.        | 2. април 2014.      | 24. децембар 2014   |
| Самоа                      | 25. септембар 2013. | 3. јун 2014.        | 24. децембар 2014   |
| Сан Марино                 | 19. децембар 2013.  | 29. јул 2015.       | 27. октобар 2015.   |
| Сенегал                    | 3. јун 2013.        | 25. септембар 2014. | 24. децембар 2014   |
| Србија                     | 12. август          | 5. децембар 2014.   | 12. август 2013.    |
| Сијера Леоне               | 25. септембар 2013. | 12. август 2014.    | 24. децембар 2014   |
| Словачка                   | 10. јун 2013.       | 2. април 2014.      | 2. април 2014.      |
| Словенија                  | 3. јун 2013.        | 2. април 2014.      | 24. децембар 2014   |
| Јужноафричка република     | 25. септембар 2013. | 24. децембар 2014   | 24. децембар 2014   |
| Јужна Кореја               | 3. јун 2013.        | 28. новембар 2016.  | 26. фебруар 2017.   |
| Шпанија                    | 3. јун 2013.        | 2. април 2014.      | 2. април 2014.      |
| Сент Китс и Невис          | 5. јун 2013.        | 15. децембар 2014.  | 24. децембар 2014   |
| Света Луција               | 3. јун 2013.        | 25. септембар 2014. | 24. децембар 2014.  |
| Сент Винсент и Гренадини   | 3. јун 2013.        | 3. јун 2014.        | 3. јун 2014.        |
| Сејшели                    | 3. јун 2013.        | 2. новембар 2015.   | 31. јануар 2016.    |
| Држава Палестина           |                     | 27. децембар 2017.  | 27. март 2018.      |
| Суринам                    | 3. јун 2013.        | 19. октобар 2018.   | 17. јануар 2019.    |
| Шведска                    | 3. јун 2013.        | 16. јун 2014.       | 16. јун 2014.       |
| Швајцарска                 | 3. јун 2013.        | 30. јануар 2015.    | 30. април 2015.     |
| Того                       | 3. јун 2013.        | 8. октобар 2015.    | 6. јануар 2016.     |
| Тринидад и Тобаго          | 3. јун 2013.        | 25. септембар 2013. | 25. септембар 2013  |
| Тувалу                     | 3. јун 2013.        | 4. септембар 2015.  | 3. децембар 2015.   |
| Уједињено Краљевство       | 3. јун 2013.        | 2. април 2014.      | 2. април 2014.      |
| Уругвај                    | 3. јун 2013.        | 25. септембар 2014. | 24. децембар 2014   |
| Замбиа                     | 25. септембар 2013. | 20. мај 2016.       | 18. август 2016.    |

| Држава                    | Потпис              |
| ------------------------- | ------------------- |
| Андора                    | 18. децембар 2014.  |
| Ангола                    | 24. септембар 2013  |
| Бахреин                   | 21. новембар 2013   |
| Бангладеш                 | 26. септембар 2013. |
| Белорусија                | 8. април 2019.      |
| Бутан                     | 8. април 2019.      |
| Боливија                  | 8. април 2019.      |
| Брунеј                    | 8. април 2019.      |
| Бурунди                   | 3. јун 2013.        |
| Камбоџа                   | 18. октобар 2013    |
| Колумбија                 | 24. септембар 2013. |
| Коморос                   | 26. септембар 2013. |
| Република Конго           | 25. септембар 2013. |
| Џибути                    | 3. јун 2013.        |
| Габон                     | 25. септембар. 2013 |
| Индонезија                | 8. април 2019.      |
| Израел                    | 18. децембар 2014.  |
| Кирибати                  | 25. септембар 2013  |
| Либан                     | 27. октобар 2014.   |
| Либија                    | 9. јул 2013.        |
| Малави                    | 9. јануар 2014.     |
| Малазија                  | 26. септембар 2013  |
| Монголија                 | 24. септембар 2014. |
| Намибија                  | 25. септембар 2014  |
| Науру                     | 25. септембар 2013. |
| Филипини                  | 24. септембар 2013. |
| Руанда                    | 5. јун 2013.        |
| Сао Томе и Принсипе       | 19. децембар 2014.  |
| Сингапур                  | 5. децембар 2014.   |
| Швајцарска                | 4. септембар 2013.  |
| Танзанија                 | 3. јун 2013.        |
| Тајланд                   | 25. новембар 2014.  |
| Турска                    | 2. јул 2013.        |
| Украина                   | 23. септембар 2014. |
| Уједињени Арапски Емирати | 9. јул 2013.        |
| Сједињене Америчке Државе | 25. септембар 2013. |
| Вануату                   | 26. јул 2013.       |
| Зимбабве                  | 18. децембар 2014.  |

## Република Србија
У оквиру Сектора за безбедносну политику налази се јединица за контролу наоружања, у чијој надлежности је праћење глобалних и регионалних кретања из области контроле наоружања, непролиферације оружја за масовно уништење, као и послови из области извозне контроле наоружања, војне опреме и робе двоструке намене. У складу са својим спољнополитичким циљевима и приоритетима, Република Србија пажљиво прати међународне стандарде и праксу у наведеним областима и редовно доставља извештаје о испуњавању обавеза које произилазе из релевантних међународних конвенција које је Република Србија ратификовала. Такође, Србија је ускладила законодавство у области извозне контроле са стандардима Европске уније. Република Србија је ратификовала Уговор о трговини наоружањем (АТТ) 29. октобра 2014. године.

### Извозна контрола
Целокупна материја везана за издавање дозвола за увоз и извоз, пружање брокерских услуга и техничке помоћи, као и основа за контролу транспорта и транзита наоружања и војне опреме регулисана је Законом о извозу и увозу наоружања и војне опреме, који је ступио на снагу 16. октобра 2014. године. Овај закон је у потпуности усклађенса стандардима Европске уније. Такође, Закон о међународним мерама ограничавања усвојен је 4. фебруара 2016. године. Овим законом успостављен је правни основ за пуну и ефикасну примену међународних мера ограничавања које доносе међународне организације чији је члан Република Србија.
У склопу својих редовних активности, Република Србија доставља информације за регистар Уједињених нација о трансферу конвенционалног наоружања, регистар ОЕБС у вези са малим и лаким наоружањем (Small Arms and Light Weapons – SALW), извештаје о имплементацији Конвенције о забрани или смањењу употребе неких врста конвенционалног наоружања које би могло бити посебно опасно или би могло имати недискриминаторне последице (Convention on Prohibitions or Restrictions on the Use of Certain Conventional Weapons Which May Be Deemed to Be Excessively Injurious or to Have Indiscriminate Effects – CCW), извештаје о испуњавању обавеза из Конвенције о забрани употребе, складиштења, производње и промета противпешадијских мина и о њиховом уништавању (Отавска конвенција), као и извештаје о примени Уговора о трговини наоружањем.

### Контрола наоружања
Република Србија је дала значајан допринос усвајању и примени  Споразума о подрегионалној контроли наоружања, потврђујући тиме значај који придаје регионалној сарадњи у тако битној и осетљивој области контроле наоружања. Овај споразум је потписан у Фиренци 14. јуна 1996. године. Споразумом су утврђени лимити за сваку од страна, то јест нумеричко ограничење за пет категорија наоружања које се ограничавају споразумом – тенкови, артиљерија (калибра више од 75 mm), оклопна борбена возила, борбени авиони и јуришни хеликоптери. Такође, њиме су дефинисани механизми и процедура за свођење броја наоружања које се ограничава на договорени ниво у циљу успостављања и одржавања војног баланса у региону. Овај споразум се, међутим, не односи на питања квалитета и усавршавања наоружања, те је у том погледу остављена могућност свим странама да, у оквиру предвиђених лимита и договорених процедура, предузимају мере које сматрају неопходним у циљу модернизације својих оружаних снага. Обавезе и права које произилазе из Споразума правно су обавезујуће.

#### Списак Конвенција и међународних уговора из области контроле наоружања које је Република Србија ратификовала:[12]
- Уговор о трговини наоружањем (ATT)
- Протокол о забрани употребе у рату загушљивих, отровних или других гасова, као и бактериолошких метода ратовања/Женевски Протокол 1925 (Закон о скидању резерве на Протокол усвојен је маја 2009. године);
- Споразум о неширењу нуклеарног наоружања (NPT);
- Конвенцију о забрани развоја, производње и складиштења бактериолошког (биолошког) и токсиколошког оружја и његовог уништавања (BТWC);
- Конвенцију о забрани развоја, производње, складиштења и употребе хемијског оружја и о њиховом уништењу (CWC);
- Конвенцију о физичкој заштити нуклеарног материјала (CPPNM);
- Конвенцију о спречавању нуклеарног тероризма;
- Уговор о свеобухватној забрани нуклеарних проба (CTBT);
- Конвенција о раном обавештавању о нуклеарним несрећама;
- Конвенција о помоћи у случају нуклеарних несрећа и радиолошке опасности;
- Конвенцију о забрани или смањењу употребе неких врста конвенционалног наоружања које би могло бити посебно опасно или би могло имати недискриминаторне последице – тзв. нехумано наоружање (CCW);
- Конвенцију о забрани употребе, складиштења, производње и промета противпешадијских мина и о њиховом уништавању (Отавска конвенција)
- 2001 Регионални план – Пакт за стабилност;
- Програм акције УН за спречавање, сузбијање и искорењивање недозвољене трговине малим оружјем и лаким наоружањем у свим његовим аспектима (UN PoA SALW);
- Протокол УН против  незаконите производње и трговине ватреним оружјем и његовим деловима, компонентама  и муницијом, којим се допуњава Конвенција УН против међународног организованог криминала (UN FP);
- Хашки кодекс понашања (HСоC) против пролиферације балистичких ракета;
- Режим контроле ракетне технологије (MTCR) (Србија и Црна Гора је фебруара 2004. године унилатерално прихватила да се придржава документа MTCR „Опрема, софтвер и технологија", од 30. маја 2003. године и „Упутства за важне трансфере осетљивих пројектила" од 7. јануара 1993. године);
- Споразум о подрегионалној контроли наоружања/Споразум из Фиренце 1996.;
- Бечки документ о мерама за јачање поверења (CSBM);
- Документ ОЕБС о малом и лаком наоружању (SALW), као и друге одговарајуће одлуке ОЕБС из ове области - о складиштењу конвенционалног наоружања; о лаким преносним системима противаздушне одбране MANPADS; о потврди крајњег корисника (End User Certificate); о брокерингу и др

## САД и споразум о трговини наоружањем
Споразум је потписан од стране САД 2013. Године за време мандата Барака Обаме, међутим тренутни председник Доналд Трамп планира да се повуче из овог споразума.
"Узимамо назад наш потпис", рекао је председник на састанку у Индијанаполису, додајући да ће УН ускоро добити формално обавештење америчког повлачења из Споразума о трговини оружјем (АТТ).
Под мојом управом, никада нећемо предати америчку суверенитет икоме ", рекао је он." Ми никада нећемо дозволити страним бирократама да газе по вашим слободама које имате по  Другом  амандману. “ (обраћајући се грађанима САД)
У саопштењу објављеном после говора господина Трампа, Бела кућа је саопштила  да споразум " не успева да заиста реши проблем неодговорног  трансфера оружја ", јер остали извозници топ оружја - укључујући Русију и Кину – нису потписале споразум.